# 北陸中学校・高等学校
北陸中学校・高等学校（ほくりくちゅうがっこう・こうとうがっこう、英: Hokuriku Junior & Senior High School）は、福井県福井市文京に所在し、中高一貫教育を提供する私立中学校・高等学校。
龍谷大学、京都女子大学、岐阜聖徳学園大学と教育連携を結んでいる。

## 設置学科
- 普通科（下記の3コースに分かれる）    
  - 特別進学コース（下記の4系統のクラスがある）
    - スーパー特進クラス
    - 特進クラス
    - 内進クラス
    - 運動特進クラス

  - 進学コース
  - 普通コース
- 商業科
  - 情報処理コース

## 沿革
- 1880年（明治13年） - 福井西別院内に浄土真宗本願寺派僧侶養成機関として「羽水教校」設立。
- 1899年（明治32年） - 福井市江戸上町に校地を求め、移転改築完成。
- 1900年（明治33年） - 「福井仏教中学」と改称し、開校式典挙行。
- 1902年（明治35年） - 西本願寺が設立者となり「第二仏教中学」と改称[1]。
- 1910年（明治43年） - 文部省中学校令により「私立北陸中学校」と改称。
- 1919年（大正8年） - 本館を焼失し、直ちに再建着手。
- 1920年（大正9年） - 校歌制定。
- 1932年（昭和7年） - 江戸町校舎から松本校舎（現在地）に移転。
- 1945年（昭和20年） - 福井空襲で校舎を全焼し、直ちに復興着手。
- 1948年（昭和23年） - 財団法人「北陸学園」を設立し、「北陸高等学校」開校。福井大震災により全校舎倒壊。
- 1951年（昭和26年） - 財団法人から学校法人に変更。
- 1957年（昭和32年） - 普通科に女子部開設。
- 1970年（昭和45年） - 全科男女共学となる。
- 1978年（昭和53年） - 普通科に特別進学コース開設。
- 1998年（平成10年） - 「北陸中学校」開設し、中高一貫教育開始。特別進学コースにスーパー特進クラス開設。
- 2000年（平成12年） - 西下野グラウンド完成。
- 2012年（平成24年） - 本館・北陸トレーニングセンター完成。
- 2013年（平成25年） - 新校舎開設。
- 2015年（平成27年） - 全校舎耐震化完了。
- 2021年（令和3年） - 2021年度入試から普通科進学コースの併願を廃止して専願のみに変更[2]。

## 部活動

### 高校

#### 運動部
- ★男子バスケットボール部
  - インターハイ優勝4回[3]、準優勝1回
  - ウインターカップ優勝1回、準優勝7回
- ★男子ハンドボール部[4]
  - 全国高等学校ハンドボール選抜大会優勝2回、準優勝2回
  - インターハイ優勝2回、準優勝2回
- ★女子ハンドボール部
- ★野球部
  - 選抜高等学校野球大会出場2回
    - 2023年春（第95回）に出場（34年ぶり2回目）

  - 全国高等学校野球選手権大会出場5回
  - 第105回全国高校野球選手権大会　出場　慶応（神奈川）　９ー４　北陸（福井）
  - 第106回全国高校野球選手権大会　出場　北陸（福井）　　１ー７　関東第一（東東京）
  - ★サッカー部
  - インターハイ出場1回
  - 全国高校サッカー出場5回
- ★男子バレーボール部
  - 春の高校バレー出場6回
- ★女子バレーボール部
  - 春の高校バレー出場8回
- ★男子硬式テニス部
- 女子硬式テニス部
- ★陸上競技部
- 弓道部
- ★柔道部
- ★剣道部
- ★女子ソフトボール部
- 男子バドミントン部
- 女子バドミントン部
- 男子ソフトテニス部
  - 2022年インターハイ　団体準優勝
- 女子ソフトテニス部
- ゴルフ部
- 卓球部
- ★フェンシング部
- ダンス部
- フットサル部
- 水泳同好会
- スキー同好会

#### 文化部
- ★吹奏楽部
- アウトドア部
- 囲碁部
- 写真部
- 放送部
- 美術部
- 宗教部
- 演劇部
- 書道部
- JRC部
- 華道部
- 茶道部
- 将棋部
- コンピュータ部
- 和太鼓部
- 合唱同好会
- アニメーション同好会
- 珠算同好会
- 文芸同好会
- 映画英語研究同好会
- 生物同好会
- アコースティック同好会
- 料理同好会
- 歴史研究会
- 広告研究会

★は強化指定部

### 中学

#### 運動部
- 弓道部
- 柔道部
- 陸上競技部
- トータルスポーツサークル

#### 文化部
- 吹奏楽部
- 軽音楽サークル
- 美術サークル
- 茶道サークル
- 合唱同好会

## 校歌・応援歌

### 校歌
- 「北陸学園校歌」　作詞：森井春太郎、作曲：野崎幸次（旧譜は作詞・作曲：森井春太郎）

### 応援歌
- 「北陸高校応援歌」　作詞・作曲：上野景尊
- 「獅子奮迅」　作詞・作曲：--

## エピソード
- 学園祭は「北紫祭（ほくしさい）」。色別は赤、青、黒、黄、緑、白。
- 2011年（平成23年）、日本テレビの番組「1億人の大質問!?笑ってコラえて!」にハンドボール部が出演し、話題を集めた。
- 学校のイメージカラーは紫。バスケットボール部やハンドボール部など、全国レベルの部活動では、それぞれイメージカラーに黄色、赤色を採用している。
- 野球部のユニフォームは、阪急ブレーブスのものをモチーフとしている。これは、2019年に監督に就任した林孝臣の発案によるものである。

## 著名な出身者

### バスケットボール
- 脇将典：1988年卒業
- 佐古賢一：1989年卒業
- 塩屋清文：1989年卒業
- 東野智弥：1989年卒業
- 出口実：1991年卒業
- 納谷幸二：1992年卒業
- 庄司和広：1993年卒業
- 田名部淳一：1993年卒業
- 宋燕忻：1995年卒業
- 五十嵐圭：1999年卒業
- 陳海沫：1999年卒業
- 勝又穣次：2000年卒業
- 伊藤拓郎：2002年卒業
- 山田真輝：2002年卒業
- 石崎巧：2003年卒業
- 西村文男：2005年卒業
- 山本エドワード：2005年卒業
- 多嶋朝飛：2007年卒業
- 井手勇次：2007年卒業
- 篠山竜青：2007年卒業
- 前田健滋朗：2009年卒業
- 野本建吾：2011年卒業
- 坂東拓：2011年卒業
- 藤永佳昭：2011年卒業
- 松本健児リオン：2013年卒業
- 満田丈太郎：2013年卒業
- 大﨑翔太: 2016年卒業
- 二上耀：2018年卒業
- 岡田泰希：2018年卒業
- 高島紳司：2019年卒業

### ハンドボール
- 高木尚：1997年卒業
- 前田亮介：1999年卒業
- 平子卓人：2009年卒業
- 藤江恭輔：2010年卒業
- 柴山裕貴博：2011年卒業
- 杉本翔：2011年卒業
- 平子健人：2011年卒業
- 大橋慶：2013年卒業
- 田中圭：2013年卒業
- 友兼尚也：2014年卒業

### サッカー
- 富永英明 - 元サッカー選手：1995年卒業
- 飯田昴大- サッカー選手：2013年卒業

### 野球
- 鍬原拓也 - プロ野球選手（福岡ソフトバンクホークス）：2014年卒業

### ボクシング
- 清水智信 - 元プロボクサー（元WBA世界スーパーフライ級王者）：2000年卒業

### 体操競技
- 高堰雪梅 - 元体操競技選手（バルセロナオリンピック中国代表）：1996年卒業

### 芸能
- 蒼井翔太 - 声優、歌手
- 伊丹幸雄 - 歌手
- 小木茂光 - 俳優
- 河原雅彦 - 俳優
- 北川和歌子 - 女優
- 黒田有紀 - シンガーソングライター

### アナウンサー
- 圓山詩織 - 福井テレビアナウンサー
- 藤林温子 - 毎日放送アナウンサー
- 中村謙太 - 福井放送アナウンサー、元エフエム愛知アナウンサー
- 吉岡真央 - NHKアナウンサー

### その他
- 森川陽一郎 - 映像作家、元映画監督（ 現在山内改行 の名義で 書家としても活動している）
- 光山勝治 - 漫画家、アニメーター
- 若泉征三 - 元衆議院議員
- 田中章雄 - ブランド総合研究所創業者・社長
- 高柳信也 - トレーナー・コンディショニングコーチ

## 著名な教職員・関係者
- パトリック・ハーラン - 外国人英語講師として一時期在勤していた。
- 東哲平 - 同校硬式野球部元監督

## 姉妹校
- （中華人民共和国） 杭州高級中学

## アクセス
- えちぜん鉄道三国芦原線 西別院駅下車徒歩1分
- 福井鉄道福武線 田原町駅下車徒歩2分
- 京福バス - いずれも福井駅（西口）発着。
  - 25系統（エンゼルランド線）、26系統（福井総合病院線）、28系統（運転者教育センター線）、30系統（高木線）、31系統（丸岡線）、38系統（大和田大学病院線）「明道中学校前」下車。
  - すまいるバス 北ルート（田原・文京方面）「北陸高校東」下車。